# El Valle
El Valle là một đô thị ở tỉnh Granada, cộng đồng tự trị Andalusia, Tây Ban Nha. Theo điều tra dân số 2004 của Viện thống kê Tây Ban Nha (INE), đô thị này có dân số là 1151 người. Diện tích đô thị này là 25,91 ki-lô-mét vuông. Đô thị này nằm ở độ cao m trên mực nước biển.